# Delft
Delft – miasto i gmina  w zachodniej Holandii w prowincji Holandia Południowa, nad rzeką Schie, na południe od Hagi. Od końca XVI wieku jeden z głównych europejskich ośrodków produkcji fajansu, a później porcelany. Ośrodek przemysłu metalowego (produkcja kabli), chemicznego (farmaceutyki), optycznego i elektronicznego, niegdyś również skórzanego i tytoniowego. 

## Nazwa
Nazwa miasta pochodzi od wykopanej wokół miasta fosy i dosłownie znaczy: „wykop”.

## Historia
Stare Miasto (lokacja 1075) założone na planie prostokąta z dużym rynkiem (Groote Markt), poprzecinane siecią szerokich kanałów, napełnionych czystą wodą, okolone starymi topolami i licznymi starymi domostwami. Posiada szereg godnych uwagi gmachów: Nieuwe Kerk (Nowy Kościół, wybudowany w latach 1397–1496), w stylu gotyckim, ze 115-metrową wieżą i pięknym grobowcem Wilhelma Orańskiego, który został zamordowany w tutejszym klasztorze (obecnie muzeum Prinsenhof); Oude Kerk (Stary Kościół) z 1250 roku (rozbudowa XV–XVI w.), renesansowy Stadhuis (ratusz) z lat 1618–1620, i inne. Muzeum Lamberta van Meertena z wielką kolekcją fajansów.
Jedno z najstarszych miast niderlandzkich, uległo pożarowi w roku 1526, ucierpiało wiele przez wybuch prochowni w 1654 roku. Z Delftu wywodzili się siedemnastowieczni malarze holenderscy: Jan Vermeer van Delft i Pieter de Hooch. Jednym z najsłynniejszych dzieł Vermeera, opisywanym m.in. przez Prousta, jest „Widok Delftu”.
W Delfcie znajduje się jedna z trzech holenderskich uczelni technicznych, Uniwersytet Techniczny w Delfcie, licząca ponad 13 tysięcy studentów i ponad 2 tys. naukowców, w tym około 200 profesorów. W związku z tym miasto ma bardzo silną nadreprezentację mężczyzn w wieku produkcyjnym. Znajduje się tu również jedna z siedzib instytutu Deltares.

## Galeria

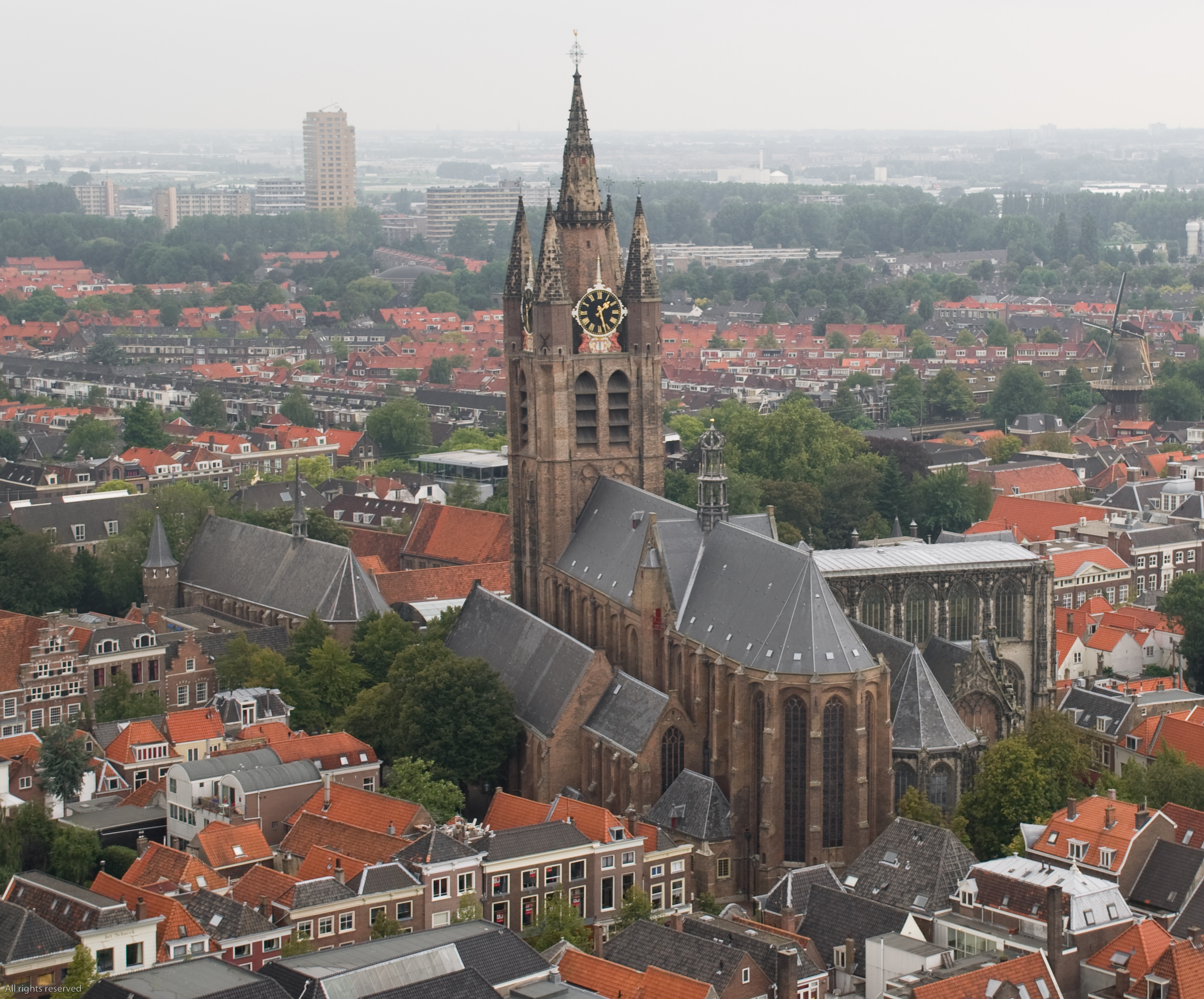
Oude Kerk w Delfcie, widziany z góry Nieuwe Kerk
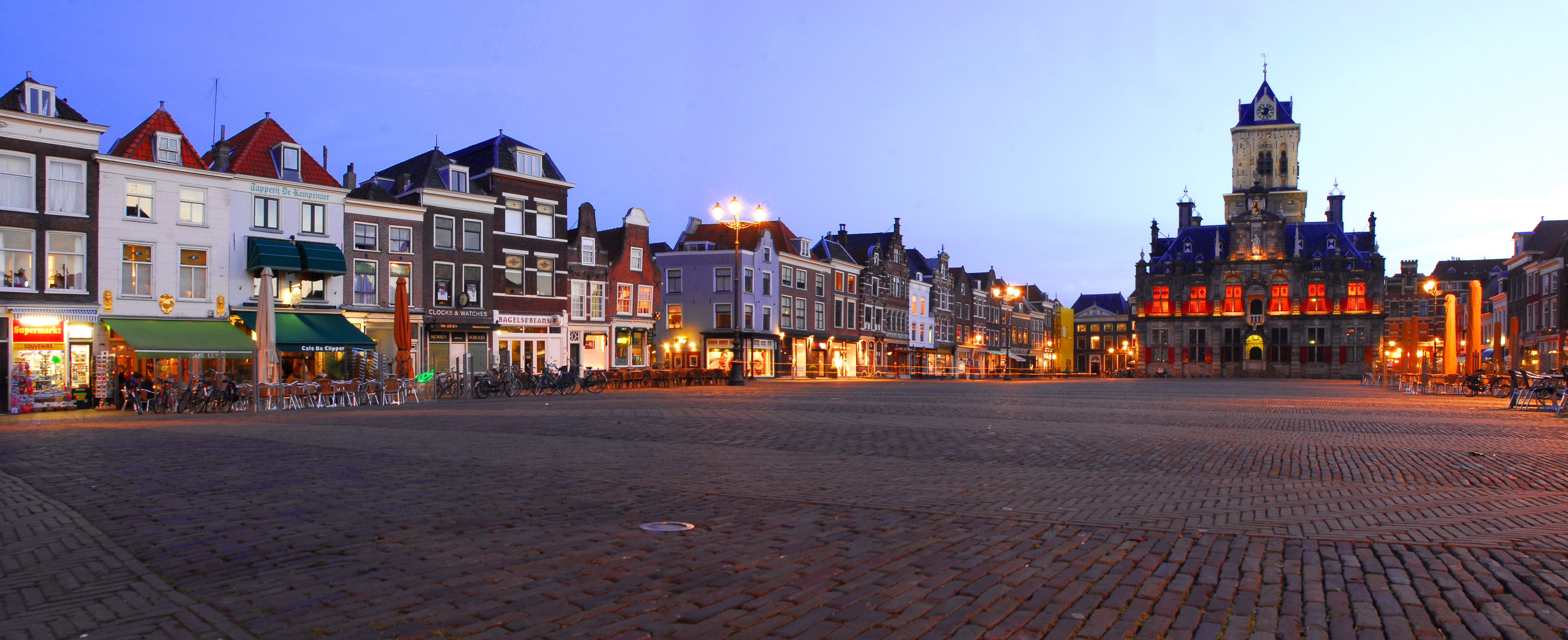
Rynek główny z Ratuszem
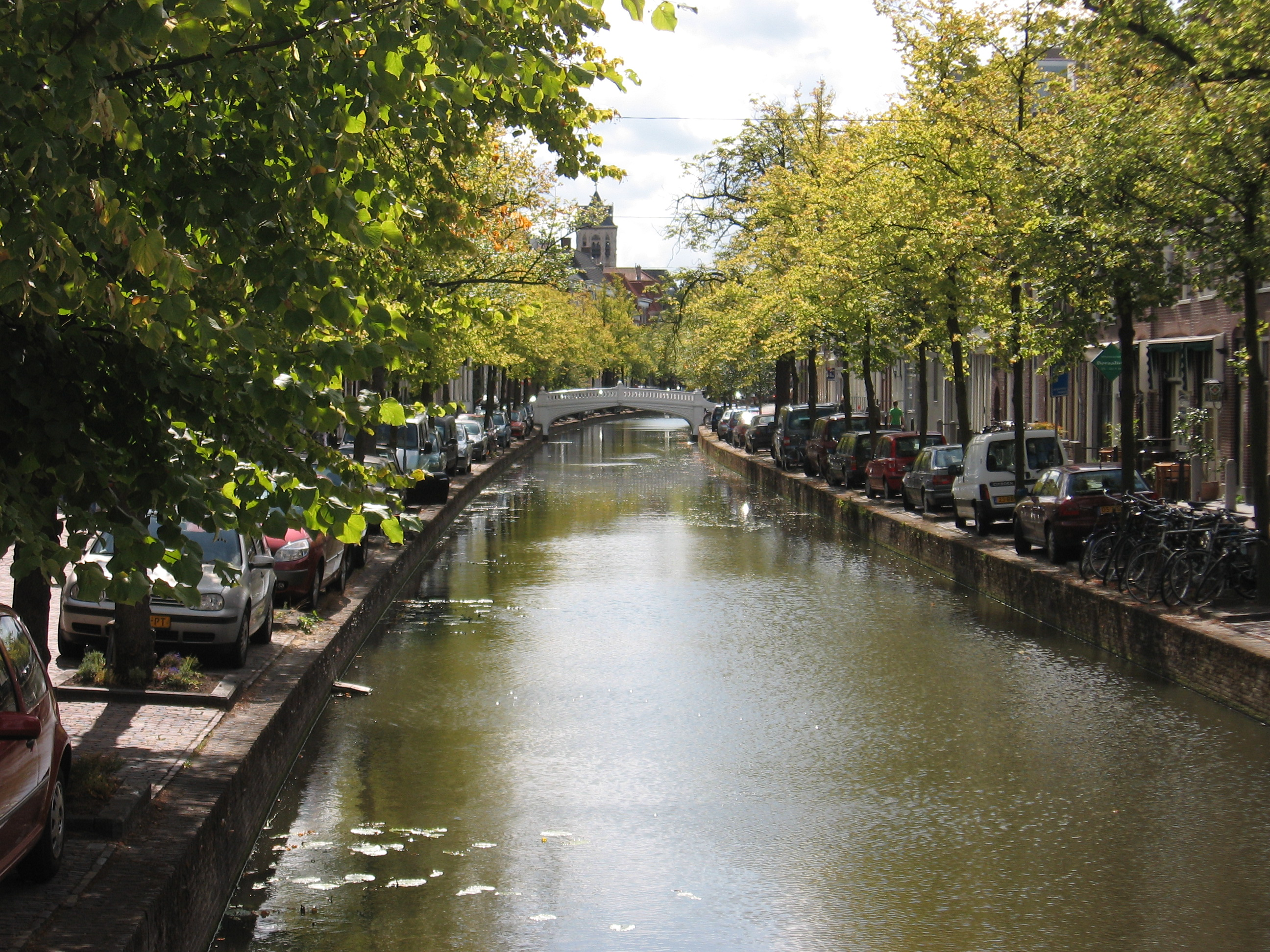
Kanał w Delfcie

## Urodzeni w Delfcie
- Leonaert Bramer – holenderski malarz
- Arend Dickmann – admirał polskiej floty wojennej
- Anthonie Heinsius – holenderski polityk
- Hugo Koch – holenderski wynalazca
- Hugo Grocjusz – holenderski prawnik, polityk i dyplomata
- Michaëlla Krajicek – holenderska tenisistka
- Eliza Krul „Liz Kay” – holenderska piosenkarka
- Anthonie Palamedesz – holenderski malarz
- Antoni van Leeuwenhoek – holenderski przyrodnik, nazywany ojcem mikrobiologii
- Adriaen van de Venne – holenderski malarz i grafik
- Jan Vermeer – holenderski malarz

## Miasta partnerskie
- Adapazarı, Turcja
- Aarau, Szwajcaria
- Castrop-Rauxel, Niemcy
- Estelí, Nikaragua
- Freiberg, Niemcy
- Kefar Sawa, Izrael
- Tshwane, Republika Południowej Afryki
- Tuzla, Bośnia i Hercegowina